# 赫鲁斯塔利诺耶
48°8′54″N 38°51′22″E / 48.14833°N 38.85611°E
赫鲁斯塔利诺耶，或按乌克兰语译作赫魯斯塔利內（烏克蘭語：Хрустальне），法理上是烏克蘭東部盧甘斯克州羅韋尼基區的赫魯斯塔利內市鎮的鎮。該鎮始建於1784年，面積7.02平方公里，2011年人口1,469，該鎮人口密度每平方公里209.26人。